# (3211) Louispharailda
(3211) Louispharailda (1931 CE) – planetoida z pasa głównego asteroid okrążająca Słońce w ciągu 4,53 lat w średniej odległości 2,73 au. Odkryta 10 lutego 1931 roku.